# 68. Primetime Emmy-gála
A 68. Primetime Emmy-gála során a 2015 és 2016 között főműsoridőben bemutatott, amerikai televíziós programokat értékelték. A jelölteket az Academy of Television Arts & Sciences választotta ki. A Los Angeles-i Microsoft Theatreben tartott ceremóniát az ABC tűzte műsorra 2016. szeptember 18-án. A műsor házigazdája Jimmy Kimmel volt. A jelöltek listáját Anthony Anderson és Lauren Graham jelentették be 2016. július 14-én.

## Győztesek és jelöltek
A nyertesek félkövérrel jelölve.

### Műsorok
| Legjobb vígjátéksorozat | Legjobb drámasorozat |
| --- | --- |
| - Az alelnök (HBO) - Feketék fehéren (ABC) - Master of None: Majdnem elég jó (Netflix) - Modern család (ABC) - Szilícium-völgy (HBO) - Nincs titok (Amazon) - A megtörhetetlen Kimmy Schmidt (Netflix)                                           | - Trónok harca (HBO) - Foglalkozásuk: amerikai (FX) - Better Call Saul (AMC) - Downton Abbey (PBS) - Homeland – A belső ellenség (Showtime) - Kártyavár (Netflix) - Mr. Robot (USA) |
| Legjobb varieté beszélgetős műsor | Legjobb varieté szkeccssorozat |
| - Last Week Tonight with John Oliver (HBO) - Comedians in Cars Getting Coffee (Crackle) - Jimmy Kimmel Live! (ABC) - The Late Late Show with James Corden (CBS) - Real Time with Bill Maher (HBO) - The Tonight Show Starring Jimmy Fallon (NBC) | - Key & Peele (Comedy Central) - Documentary Now! (IFC) - Tömény történelem (Comedy Central) - Amynek áll a világ (Comedy Central) - Portlandia (IFC) - Saturday Night Live (NBC)   |
| Legjobb minisorozat | Legjobb tévéfilm |
| - American Crime Story: Az O. J. Simpson-ügy (FX) - Bűnök és előítéletek (ABC) - Fargo (FX) - Éjszakai szolgálat (AMC) - Gyökerek (History) | - Sherlock: A szörnyű menyasszony (PBS) - A végsőkig (HBO) - Bizonyosság (HBO) - Luther (BBC America) - A Very Murray Christmas (Netflix)                                           |
| Legjobb vetélkedő | |
| - The Voice (NBC) - Versenyfutás a világ körül (CBS) - American Ninja Warrior (NBC) - Dancing with the Stars (ABC) - Leendő divatdiktátorok (Lifetime) - Szakácsok gyöngye (Bravo)                                                               | |

### Színészek

#### Főszereplők
| Legjobb férfi főszereplő (vígjátéksorozat) | Legjobb női főszereplő (vígjátéksorozat) |
| --- | --- |
| - Jeffrey Tambor – Nincs titok (Maura Pfefferman) (Amazon) - Anthony Anderson – Feketék fehéren (Andre "Dre" Johnson Sr.) (ABC) - Aziz Ansari – Master of None: Majdnem elég jó (Dev Shah) (Netflix) - Will Forte – Az utolsó ember a Földön (Phil "Tandy" Miller) (Fox) - William H. Macy – Shameless – Szégyentelenek (Frank Gallagher) (Showtime) - Thomas Middleditch – Szilícium-völgy (Richard Hendricks) (HBO)               | - Julia Louis-Dreyfus – Az alelnök (Selina Meyer) (HBO) - Ellie Kemper – A megtörhetetlen Kimmy Schmidt (Kimmy Schmidt) (Netflix) - Laurie Metcalf – Meg-boldogulni (Dr. Jenna James) (HBO) - Tracee Ellis Ross – Feketék fehéren (Dr. Rainbow "Bow" Johnson) (ABC) - Amy Schumer – Amynek áll a világ (Amy) (Comedy Central) - Lily Tomlin – Grace és Frankie (Frankie Bergstein) (Netflix)         |
| Legjobb férfi főszereplő (drámasorozat) | Legjobb női főszereplő (drámasorozat) |
| - Rami Malek – Mr. Robot (Elliot Alderson) (USA) - Kyle Chandler – A vérvonal árnyai (John Rayburn) (Netflix) - Bob Odenkirk – Better Call Saul (Jimmy McGill) (AMC) - Matthew Rhys – Foglalkozásuk: amerikai (Philip Jennings) (FX) - Liev Schreiber – Ray Donovan (Ray Donovan) (Showtime) - Kevin Spacey – Kártyavár (Frank Underwood) (Netflix)                                                                                 | - Tatiana Maslany – Sötét árvák (További szereplők) (BBC America) - Claire Danes – Homeland – A belső ellenség (Carrie Mathison) (Showtime) - Viola Davis – Hogyan ússzunk meg egy gyilkosságot? (Annalise Keating) (ABC) - Taraji P. Henson – Empire (Cookie Lyon) (Fox) - Keri Russell – Foglalkozásuk: amerikai (Elizabeth Jennings) (FX) - Robin Wright – Kártyavár (Claire Underwood) (Netflix) |
| Legjobb férfi főszereplő (minisorozat, antológiasorozat vagy tévéfilm) | Legjobb női főszereplő (minisorozat, antológiasorozat vagy tévéfilm) |
| - Courtney B. Vance – American Crime Story: Az O. J. Simpson-ügy (Johnnie Cochran) (FX) - Bryan Cranston – A végsőkig (Lyndon B. Johnson) (HBO) - Benedict Cumberbatch – Sherlock: A szörnyű menyasszony (Sherlock Holmes) (PBS) - Idris Elba – Luther (John Luther) (BBC America) - Cuba Gooding Jr. – American Crime Story: Az O. J. Simpson-ügy (O. J. Simpson) (FX) - Tom Hiddleston – Éjszakai szolgálat (Jonathan Pine) (AMC) | - Sarah Paulson – American Crime Story: Az O. J. Simpson-ügy (Marcia Clark) (FX) - Kirsten Dunst – Fargo (Peggy Blumquist) (FX) - Felicity Huffman – Bűnök és előítéletek (Leslie Graham) (ABC) - Audra McDonald – Lady Day at Emerson's Bar and Grill (Billie Holiday) (HBO) - Lili Taylor – Bűnök és előítéletek (Anne Blaine) (ABC) - Kerry Washington – Bizonyosság (Anita Hill) (HBO)           |

#### Mellékszereplők
| Legjobb férfi mellékszereplő (vígjátéksorozat) | Legjobb női mellékszereplő (vígjátéksorozat) |
| --- | --- |
| - Louie Anderson – Baskets (Christine Baskets) (FX) - Andre Braugher – Brooklyn 99 – Nemszázas körzet (Ray Holt) (Fox) - Tituss Burgess – A megtörhetetlen Kimmy Schmidt (Titus Andromedon) (Netflix) - Ty Burrell – Modern család (Phil Dunphy) (ABC) (Epizód: “A buli”) - Tony Hale – Az alelnök (Gary Walsh) (HBO) - Keegan-Michael Key – Key & Peele (További szereplők) (Comedy Central) - Matt Walsh – Az alelnök (Mike McLintock) (Epizód: "Kissing Your Sister") (HBO) | - Kate McKinnon – Saturday Night Live (További szereplők) (NBC) - Anna Chlumsky – Az alelnök (Amy Brookheimer) (HBO) - Gaby Hoffmann – Nincs titok (Alexandria "Ali" Pfefferman) (Amazon) - Allison Janney – Anyák gyöngye (Bonnie Plunkett) (CBS) - Judith Light – Nincs titok (Shelly Pfefferman) (Amazon) - Niecy Nash – Meg-boldogulni (Denise "DiDi" Ortley) (HBO) |
| Legjobb férfi mellékszereplő (drámasorozat) | Legjobb női mellékszereplő (drámasorozat) |
| - Ben Mendelsohn – A vérvonal árnyai (Danny Rayburn) (Netflix) - Jonathan Banks – Better Call Saul (Mike Ehrmantraut) (AMC) - Peter Dinklage – Trónok harca (Tyrion Lannister) (HBO) - Kit Harington – Trónok harca (Havas John) (HBO) - Michael Kelly – Kártyavár (Doug Stamper) (Netflix) - Jon Voight – Ray Donovan (Mickey Donovan) (Showtime) | - Maggie Smith – Downton Abbey (Violet Crawley) (PBS) - Emilia Clarke – Trónok harca (Daenerys Targaryen) (HBO) - Lena Headey – Trónok harca (Cersei Lannister) (HBO) - Maura Tierney – A viszony (Helen Solloway) (Showtime) - Maisie Williams – Trónok harca (Arya Stark) (HBO) - Constance Zimmer – UnREAL (Quinn King) (Lifetime)                                   |
| Legjobb férfi mellékszereplő (minisorozat, antológiasorozat vagy tévéfilm) | Legjobb női mellékszereplő (minisorozat, antológiasorozat vagy tévéfilm) |
| - Sterling K. Brown – American Crime Story: Az O. J. Simpson-ügy (Christopher Darden) (FX) - Hugh Laurie – Éjszakai szolgálat (Richard Onslow Roper) (AMC) - Jesse Plemons – Fargo (Ed Blumquist) (FX) - David Schwimmer – American Crime Story: Az O. J. Simpson-ügy (Robert Kardashian) (FX) - John Travolta – American Crime Story: Az O. J. Simpson-ügy (Robert Shapiro) (FX) - Bokeem Woodbine – Fargo (Mike Milligan) (FX)                                               | - Regina King – Bűnök és előítéletek (Terri LaCroix) (ABC) - Kathy Bates – Amerikai Horror Story: Hotel (Iris) (FX) - Olivia Colman – Éjszakai szolgálat (Angela Burr) (AMC) - Melissa Leo – A végsőkig (Lady Bird Johnson) (HBO) - Sarah Paulson – Amerikai Horror Story: Hotel (Sally McKenna) (FX) - Jean Smart – Fargo (Floyd Gerhardt) (FX)                        |

### Rendezők
| Legjobb rendező (vígjátéksorozat) | Legjobb rendező (drámasorozat) |
| --- | --- |
| - Nincs titok (Epizód: "Man on the Land") – Joey Soloway (Amazon) - Master of None: Majdnem elég jó (Epizód: "Parents") – Aziz Ansari (Netflix) - Szilícium-völgy (Epizód: "Aktív felhasználók") – Alec Berg (HBO) - Szilícium-völgy (Epizód: "Alapító barát környezet") – Mike Judge (HBO) - Az alelnök (Epizód: "Kissing Your Sister") – David Mandel (HBO) - Az alelnök (Epizód: "Morning After") – Chris Addison (HBO) - Az alelnök (Epizód: "Mother") – Dale Stern (HBO) | - Trónok harca (Epizód: "Fattyak csatája") – Miguel Sapochnik (HBO) - Downton Abbey (Epizód: "Kilencedik rész") – Michael Engler (PBS) - Trónok harca (Epizód: "Az ajtó") – Jack Bender (HBO) - Homeland – A belső ellenség (Epizód: "A vendéglátás hagyománya") – Lesli Linka Glatter (Showtime) - A sebész (Epizód: "This Is All We Are") – Steven Soderbergh (Cinemax) - Ray Donovan (Epizód: "Ébredés") – David Hollander (Showtime) |
| Legjobb rendező (varietésorozat) | Legjobb rendező (minisorozat, antológiasorozat vagy tévéfilm) |
| - Grease élő – Thomas Kail, Alex Rudzinski (Fox) - 58. Grammy-gála – Louis J. Horvitz (CBS) - Adele Live in New York City – Beth McCarthy-Miller (NBC) - Amy Schumer: Élőben az Apollo színházból – Chris Rock (HBO) - The Kennedy Center Honors – Glenn Weiss (CBS) - Lemonade – Kahlil Joseph, Beyoncé Knowles (HBO) | - Éjszakai szolgálat – Susanne Bier (AMC) - A végsőkig – Jay Roach (HBO) - Fargo (Epizód: "Piros alma") – Noah Hawley (FX) - American Crime Story: Az O. J. Simpson-ügy (Epizód: "A gyilkosság") – Ryan Murphy (FX) - American Crime Story: Az O. J. Simpson-ügy (Epizód: "Mennyei manna") – Anthony Hemingway (FX) - American Crime Story: Az O. J. Simpson-ügy (Epizód: "A faji kártya") – John Singleton (FX)                         |

### Forgatókönyvírók
| Legjobb forgatókönyv (vígjátéksorozat) | Legjobb forgatókönyv (drámasorozat) |
| --- | --- |
| - Master of None: Majdnem elég jó (Epizód: "Parents")– Aziz Ansari, Alan Yang (Netflix) - Catastrophe (Epizód: "Episode 1") – Rob Delaney, Sharon Horgan (Amazon) - Szilícium-völgy (Epizód: "Alapító barát környezet") – Dan O'Keefe (HBO) - Szilícium-völgy (Epizód: "A tüske") – Alec Berg (HBO) - Az alelnök (Epizód: "Morning After") – David Mandel (HBO) - Az alelnök (Epizód: "Mother") – Alex Gregory, Peter Huyck (HBO) | - Trónok harca (Epizód: "Fattyak csatája") – David Benioff, D. B. Weiss (HBO) - Foglalkozásuk: amerikai (Epizód: "Az amerikai álom") – Joel Fields, Joe Weisberg (FX) - Downton Abbey (Epizód: "Nyolcadik rész") – Julian Fellowes (PBS) - A férjem védelmében (Epizód: "Vége") – Robert King, Michelle King (CBS) - Mr. Robot (Epizód: "epizód1.0_heló_barátom.mov") – Sam Esmail (USA) - UnREAL (Epizód: "Return") – [[Marti Noxon], Sarah Gertrude Shapiro (Lifetime) |
| Legjobb forgatókönyv (varietésorozat) | Legjobb forgatókönyv (minisorozat vagy tévéfilm) |
| - Patton Oswalt: Talking for Clapping – Patton Oswalt (Netflix) - Amy Schumer: Élőben az Apollo színházból – Amy Schumer (HBO) - John Mulaney: The Comeback Kid – John Mulaney (Netflix) - Tig Notaro: Boyish Girl Interrupted – Tig Notaro (HBO) - Triumph's Election Special 2016 (Hulu) | - American Crime Story: Az O. J. Simpson-ügy (Epizód: "Marcia") – D. V. DeVincentis (FX) - Fargo (Epizód: "Korcs és kígyónyelv") – Bob DeLaurentis (FX) - Fargo (Epizód: "Most vagy soha") – Noah Hawley (FX) - Éjszakai szolgálat – David Farr (AMC) - American Crime Story: Az O. J. Simpson-ügy (Epizód: "A gyilkosság") – Scott Alexander, Larry Karaszewski (FX) - American Crime Story: Az O. J. Simpson-ügy (Epizód: "A faji kártya") – Joe Robert Cole (FX)      |

## Műsorvezetők
A gálán az alábbi műsorvezetők működtek közre:
- Anthony Anderson
- Tracee Ellis Ross
- Julie Bowen
- Matt LeBlanc
- Kristen Bell
- Joel McHale
- Randall Park
- Constance Wu
- Peter Scolari
- Keegan-Michael Key
- Jeffrey Tambor
- James Corden
- America Ferrera
- Mandy Moore
- Tony Goldwyn
- Kerry Washington
- Prijanka Csopra
- Tom Hiddleston
- Terrence Howard
- Bryan Cranston
- Claire Danes
- Tina Fey
- Amy Poehler
- Kyle Chandler
- Michelle Dockery
- Keri Russell
- Liev Schreiber
- Aziz Ansari
- Kit Harington
- Andy Samberg
- Laverne Cox
- Damon Wayans
- Rami Malek
- Abigail Spencer
- Hank Azaria
- Margo Martindale
- Minnie Driver
- Michael Weatherly
- Taraji P. Henson
- Henry Winkler
- Allison Janney
- Kiefer Sutherland
- Larry David
- Dennis Franz
- Jimmy Smits

## In Memoriam
A gála "in memoriam" szegmense az alábbi elhunyt személyekről emlékezett meg:
- Jackie Collins
- Ret Turner
- Anton Yelchin
- John Saunders
- Robert Loggia
- Ken Howard
- Morley Safer
- Doris Roberts
- Murray Weissman
- Steven Hill
- Al Molinaro
- Garry Shandling
- Kathy Fortine
- Muhammad Ali
- David Canary
- William Schallert
- Merle Haggard
- Alan Rickman
- Renee Valente
- Fred Thompson
- Abe Vigoda
- Fyvush Finkel
- Ann Morgan Guilbert
- Ian Sander
- Natalie Cole
- Sean Whitesell
- Howard West
- Noel Neill
- Jack Larson
- John McLaughlin
- David Bowie
- Arthur Hiller
- Glenn Frey
- Michael Stevens
- Dan Haggerty
- Wayne Rogers
- Patty Duke
- Alan Young
- George Kennedy
- Jon Polito
- Hugh O'Brian
- Gene Wilder
- Prince

## Fordítás
- Ez a szócikk részben vagy egészben  a(z)   68th Primetime Emmy Awards című angol Wikipédia-szócikk fordításán alapul.  Az eredeti cikk szerkesztőit annak laptörténete sorolja fel. Ez a jelzés csupán a megfogalmazás eredetét és a szerzői jogokat jelzi, nem szolgál a cikkben szereplő információk forrásmegjelöléseként.